# Kenneth Huszagh
Kenneth Arthur Huszagh (Chicago, 3 settembre 1891 – Delray Beach, 11 gennaio 1950) è stato un nuotatore statunitense.

## Palmarès

### Olimpiadi
- Argento a Stoccolma 1912 nella staffetta 4x200 metri stile libero.
- Bronzo a Stoccolma 1912 nei 100 metri stile libero.